# عبد الرحمن الفضل
عبد الرحمن الفضل (من مواليد 9 يوليو 1994) هو لاعب تجديف كويتي، مثّل دولة الكويت في الألعاب الأولمبية الصيفية 2020 التي أُقيمت في طوكيو عام 2021.

## مسيرته الرياضية
شارك عبد الرحمن الفضل في منافسات التجديف الفردي للرجال زفي أولمبياد طوكيو 2020. أنهى السباق التمهيدي في المركز الخامس بزمن 8:49.03 دقيقة. شارك بعدها في جولة الترضية وحقق المركز الرابع بزمن 9:04.73 دقيقة. في نصف النهائي أنهى السباق في المركز الرابع بزمن 8:56.83 دقيقة. في النهائي F حصل على المركز الثاني بزمن 8:32.67 دقيقة.
كما شارك الفضل في دورة الألعاب الآسيوية، وتمكن من التأهل إلى نصف النهائي محققًا إنجازًا غير مسبوق لرياضة التجديف الكويتية.